# Macrocyclops fuscus
Macrocyclops fuscus är en kräftdjursart som först beskrevs av Louis Jurine 1820.
Macrocyclops fuscus ingår i släktet Macrocyclops och familjen Cyclopidae. Arten är reproducerande i Sverige. Inga underarter finns listade i Catalogue of Life.